# Dicranemataceae
Dicranemataceae, porodica crvenih algi, dio reda Gigartinales. Sastoji se od pet rodova s 11 vrsta.

## Rodovi
1. Dicranema Sonder 3
2. Pinnatiphycus N'Yeurt, Payri & P.W.Gabrielson 1
3. Reptataxis Kraft 1
4. Tenaciphyllum Børgesen 3
5. Tylotus J.Agardh 3